# Euparatropesa
Euparatropesa is een ondergeslacht van het geslacht van insecten Teucholabis binnen de familie steltmuggen (Limoniidae).

## Soorten
Deze lijst van 17 stuks is mogelijk niet compleet.
- T. (Euparatropesa) amatrix (Alexander, 1945)
- T. (Euparatropesa) amoena (Alexander, 1922)
- T. (Euparatropesa) angustifascia (Alexander, 1968)
- T. (Euparatropesa) clavistyla (Alexander, 1979)
- T. (Euparatropesa) esakii (Alexander, 1924)
- T. (Euparatropesa) fasciolaris (Wiedemann, 1828)
- T. (Euparatropesa) fumidapicalis (Alexander, 1942)
- T. (Euparatropesa) heteropoda (Alexander, 1943)
- T. (Euparatropesa) invenusta (Alexander, 1947)
- T. (Euparatropesa) jactans (Alexander, 1913)
- T. (Euparatropesa) laetifica (Alexander, 1948)
- T. (Euparatropesa) lindneri (Alexander, 1933)
- T. (Euparatropesa) martinezi (Alexander, 1962)
- T. (Euparatropesa) praenobilis (Alexander, 1945)
- T. (Euparatropesa) sanguinolenta (Alexander, 1938)
- T. (Euparatropesa) witteana (Alexander, 1956)
- T. (Euparatropesa) xystophanes (Alexander, 1921)